# (3625) Fracastoro
(3625) Fracastoro es un asteroide perteneciente al cinturón de asteroides, descubierto el 27 de abril de 1984 por Walter Ferreri desde el Observatorio de La Silla, Chile.

## Designación y nombre
Designado provisionalmente como 1984 HZ1. Fue nombrado Fracastoro en honor al astrónomo italiano Mario Girolamo Fracastoro.